# Rosvita
Rosvita je žensko osebno ime.

## Različice imena
Rosa, Roza, Rozamunda, Rozvita

## Tujejezikovne različice imena
- pri Nemcih: Roswita, Roswitha, (ahd. Hrotsvit, Hroswitha, Hrotsvitha, Rosweidis, Roswita),
- pri Poljakih: Rozwita

## Izvor imena
Ime Rosvita izhaja iz nemškega imena Roswitha, ki ima različice Roswita, Hroswita, Hroswitha. Nemško ime Roswitha razlagajo kot zloženko iz starovisokonemških besed hroud, ki pomeni »slava« in swinths, ki pomeni »močan«.

## Pogostnost imena
- Po podatkuh Statističnega urada Slovenije je bilo na dan 30. junija 2006 v Sloveniji 129 oseb, ki so imele to ime.Med vsemi ženskimi imeni je ime Rosvita po pogostosti uporabe uvrščeno na 503 mesto. Ostale oblike imena, ki so bile na ta dan še v uporabi: Rosa (1339, Roswita (<5), Roswitha (9), Roza (1038), Rozamunda (<5) in Rozvita (6).[2]
- Po podatkih Statističnega urada Republike Slovenije je bilo na dan 31. decembra 2007 v Sloveniji število ženskih oseb z imenom Rosvita: 128.[3]

## Osebni praznik
V cerkvenem koledarju praznuje Rosvita god 5. septembra.